# Alistra sulawesensis
Alistra sulawesensis är en spindelart som beskrevs av Robert Bosmans 1992. Alistra sulawesensis ingår i släktet Alistra och familjen panflöjtsspindlar.
Artens utbredningsområde är Sulawesi. Inga underarter finns listade i Catalogue of Life.